# Tenedos persulcatus
Tenedos persulcatus là một loài nhện trong họ Zodariidae.
Loài này thuộc chi Tenedos. Tenedos persulcatus được Rudy Jocqué & Léon Baert miêu tả năm 2002.